# Réserve écologique André-Linteau
La réserve écologique André-Linteau est située à l'ouest de Rapides-des-Joachims.  Cette réserve a été créée par décret le 12 mai 1993, dans le but de protéger un peuplement de pins blancs (Pinus strobus) mature, rare dans la région de l'Outaouais.  La réserve est nommée en l'honneur de André Linteau (1910-1966), premier docteur en sylviculture au Québec et l'un des pionniers en matière de recherche sur la classification des forêts à partir des données phytosociologiques ayant trait à la végétation forestière.

## Toponymie
Le nom de la réserve écologique André-Linteau rend hommage à André Linteau (1910-1966), un des pionniers en recherches forestières au Canada. 

## Milieu naturel
La flore est dominée par une pinède blanche. Elle est accompagnée par le pin rouge, le peuplier à grandes dents, le peuplier faux-tremble et l'érable rouge.